# Індуське право
Індуське право — правова система, яку використовують індуїсти, особливо в Індії і яка спирається на приписи індуїзму. Сучасне індуїстська право є частиною індійського права, встановленого Конституцією Індії в 1950-ому році.

## Загальна характеристика
Індуське право віднесене до релігійно-общинної групи правових систем, оскільки:
• сформувалося у Стародавній Індії під помітним впливом релігійних уявлень, поєднаних в індуїзмі;
• тісно пов'язане з традиційними індуськими соціальними інститутами — общиною, варно-кастовою структурою.
Територія поширення- Індія та інші країни Південно-Східної Азії (Пакистан, Бірма, Сінгапур, Малайзія). Індуїзм сповідають общини й у країнах Східної Африки (Танзанія, Уганда, Кенія).
На відміну від ісламу та інших релігій індуїзм не є чітко сформульованою теологічною доктриною і не вимагає від своїх прихильників вірності одному віровченню.
До отримання Індією незалежності в 1947, індуїстське право було частиною британської колоніальної правової системи, отримавши формально цей статус в 1772 з подачі генерал-губернатора Індії Уоррена Гастінгса. В сформулюваному ним плані законодавчого управління говорилося «у всіх справах, що стосуються спадщини, створення сім'ї, кастових або інших релігійних питань, законам Коран щодо мусульман, і законам шастр щодо індусів, належить неодмінно слідувати». Введене англійцями індуїстського права здебільшого базувалося на ранніх перекладах санскритських текстів «Дхарма-шастр» — трактатів з релігійним правилам поведінки індуїстів. Англійці взяли «Дхарма-шастри» як правовий кодекс, хоча до них ці санскритські тексти таким чином не використовувалися. «Дхарма-шастри» формально не були збірками законів і не мали обов'язкової сили. У них в основному містяться теоретичні міркування, щодо практичного права.
Характерні риси індуського права:
• Індуське право є складовою частиною індуїзму — релігії, що являє собою комплекс різноманітних релігійних, філософських і соціальних поглядів.Індуїзм сформувався внаслідок еволюції і злиття ведичних і брахманських традицій. В основу його віровчення покладено релігійні та філософські ідеї брахманізму (Карма,Сансара, реінкарнація та ін). Серед розмаїття богів найбільш поширені й шановані Брахма, Вішну і Шива. Індуїзм відрізняється від інших релігій віротерпимістю, відсутністю агресії до осіб, які дотримуються інших поглядів. Кожен індус може вірити в того чи іншого бога, у кількох богів або взагалі не вірити в нього. Індуїзм має безліч культів і ритуалів, але не має чітко окресленої теологічної доктрини.
• Персональний характер дії права, що поширюється тільки на осіб, які сповідують індуїзм, незалежно від того, в яких державах вони мешкають. Найбільша громада прихильників індуїзму (близько І млрд) проживає в Індії, де вони становлять близько 83 відсотків населення. Як релігійні меншості вони представлені в Палестині, Бірмі, Сінгапурі, Малайзії, Танзанії, Уганді й Кенії. У судовій практиці Індії склалося правило, відповідно до якого індуське право діє стосовно осіб, виходячи а двох критеріїв — народження в родині індусів або належність до релігії. Воно не поширюється на осіб, які перейшли у віру, несумісну з індуїзмом. Проте індус не втрачає права знову повернутися до своєї віри, що тягне за собою відновлення дії на нього індуського права. Норми індуського права застосовуються до послідовників усіх релігійних напрямів індуїзму — буддизму, джайнізму, сикхізму та ін. Індуське право офіційно не поширюється на чотири релігійні меншості Індії — мусульман, християн, юдеїв та персів.
• Яскраво виражений кастовий характер. Касту характеризують як соціальну спільноту або групу в складі індійського суспільства, спільноту за народженням, спадкоємну, ендогамну, закриту для проникнення сторонніх, що традиційно спеціалізується за родом господарської діяльності чи колом занять з яскраво вираженою кастовою самосвідомістю, чиє місце обумовлене в складній індійській соціальній ієрархії1. Відносини всередині касти і з членами інших каст регулюються спеціальними нормами поведінки. Таких каст і підкаст налічується в Індії близько 3,5 тисяч. Відповідно до історичної традиції вони поділені на чотири групи: брахманів (спочатку — каста священників), кшатріїв (воїнів), вайшиїв (купців) і шудрів (слуг і ремісників). Поза цим поділом стояла каста «недоторканних», що посідала найнижче місце в соціальній ієрархії. Вона фактично перебувала поза сферою правового регулювання індуського права, яке стосувалося її лише в питаннях обмеження правоздатності. Перехід з однієї касти в іншу не допускався.
• В індуському праві існує кілька шкіл, наявність яких пояснюється різними причинами — великою різнорідністю населення (в Індії проживає близько 500 народностей, які говорять 1652 мовами) і великою розмаїтістю джерел права. В одній місцевості віддають перевагу одним із них, в другій — іншим. В індуському праві переважають дві головні школи — Мітакшара і Дайябхага. Ці школи разом з иідшкола-ми панують кожна у відповідних географічних районах, хоча особистий статус індивідів не залежить від того, де вони проживають. Школа Дайябхага поширена в Бенгалії й Ассамі, Мітакшара — в інших частинах Індії та Пакистану.
• Індуське право зазнало сильного впливу інших правових систем — мусульманського й англійського права. Найдавніші джерела індуського права — Веди — були створені ще в II тис. до н. е. Протягом значного історичного періоду воно розвивалося самостійно. Мусульманське панування, що встановилося в Індії в XVI ст., досить відчутно загальмувало розвиток індуського права. Суди зобов'язані були застосовувати тільки мусульманське право, індуське ж могло застосовувати тільки панчаяти (збори) каст для вирішення внутрішньобщинних проблем. Це призвело до звуження сфери дії індуського права, що залишаюся діяти головним чином у вузькій сфері релігії й особистих стосунків.

## Історія та джерела індуського права
Джерела індуського права дуже різноманітні, що пояснюється величезним історичним відрізком, на якому вони створювалися, і релігійною специфікою цієї системи. Перші джерела датуються ще II тис. до н. е., що створює певні труднощі при їхньому вивченні, бо далеко не всі давні тексти збереглися до нашого часу. Найстарішим із них є веди (Ригведа, Самаведа, Яджурведа, Атхарваведа) — священні книги, в яких містяться божественні для індусів приписи. Вони були створені близько II тис. до н. е. у формі релігійних пісень, молитов і висловів. Хоча Веди для індусів мають божественне походження і їх вони розглядали як джерело релігії і права, проте реальний вплив вед на суспільні відносини був вкрай незначний уже протягом довгого історичного періоду. Через те що вони містили досить незначну кількість конкретних норм права, їх значення для розвитку індуського права також оцінюється неоднозначно. Роль вед полягає не в тому, що вони є безпосереднім джерелом права, на основі якого можна регулювати конкретні суспільні відносини, а скоріше в ідеологічному підґрунті для створення інших джерел.
Давніми пам'ятками індійської літератури, що містять норми права, є смрити. Це санскритське слово означає «заповідану» мудрість окремих авторитетних учених і священнослужителів. Смрити являють собою релігійні, наукові і правові трактати, які коментують веди. їх Датування вкрай складне, оскільки індуїстські уявлення про безупинно поточний світовий процес без початку й кінця заперечували хронологічну впорядкованість історичних подій. Тому можна лише приблизно назвати час створення смрити — між 800 р. до н. е. і 200 р. н. е. Теоретично вважається [?джерело], що всі смрити засновані на ведах. Тож, якщо текст смрити суперечить ведам, то він не може застосовуватися.
Серед текстів смрити виокремлюють дхармасутри — перші відомі збірники зафіксованих у письмовій нормі конкретних правових норм, що визначають, як повинна поводитися людина відповідно до свого місця в кастовій ієрархії стосовно богів, царя, священників, предків, членівс своєї родини, сусідів. Найдавніші дхармасутри — Гаутами, Бауд-хаяни, Апастамби — виникли в VI—III столітті до н. е.
Наступним кроком у розвитку смрити стали дхармашастри — збірники норм, які створювались у брахманських школах та мали форму віршів. Нанвідоміші з них — закони Ману, закони Яджнавалк'я, закони Нарада. У них вперше даються відносно впорядковані і зрозумілі норми, що за сучасними поняттями відповідали б нормам цивільного, кримінального і процесуального права.
В ієрархії джерел права в Давній Індії особливого значення надавалися артхашастрам — творам, що охоплюють філософські, соціально-політичні й економічні проблеми державної діяльсності. До нашого часу лишилася тільки одна артхашастра, приписувана Каутільє — раднику царя Чандрагупти. Її зміст — розгляд дхарми царя, внутрішньої і зовнішньої політики.
Важливими джерелами нрава були нибандхи, що являють собою збірники коментарів до дхармашастр, Нибандхи складалися між XI ст. і кінцем XVII ст. Їхня мета — пояснити часто незрозумілий зміст дхармашастр, усунути явні суперечності між ними, зробити їх доступнішими простим людям. Так, деякі автори витягали зі старих текстів і систематизували відповідні уривки, що їх можна було застосувати в сучасних їм умовах. У такий спосіб було «модернізовано» чимало норм, а багато застарілого юридичного матеріалу зовсім вилучено з правового обороту. Інші автори писали коментарі до текстів, що стосувалися окремих галузей права, таких як спадкове чи право усиновлення. Найавторитетнішим текстом із цих джерел права вважається «Митакшара» — коментар до законів Яджнавалк'я, складений у ХІ-ХІІ ст.
Крім того, в індуському праві завжди визнавалися як джерела всі стародавні місцеві звичаї, що їх з давніх часів застосовували певні касти й родини. А це означає, що у випадку, якщо такі звичаї відоці суду чи можуть бути доведені, вони не тільки повинні ним враховуватися при тлумаченні норм смрити і коментарів, а навіть можуть мати пріоритет перед ними. За законами Ману і Яджнавалк'я, слід утримуватися від застосування правила поведінки, встановленого текстами, якщо суспільство його не сприймає.
Правовий звичай не пов'язаний з божественним розпорядженням, який визначає дхарму, не використовувався. Як усне джерело правил поведінки він використовувався при впорядкуванні дхармасутр, дхармашастр, які складаються із правил — дхарм. Позитивне індуське право — це звичаєве право. Релігійна норма (індуїзм) могла різною мірою домінувати над нормою-звичаєм, впливати на неї, змінювати ЇЇ за допомогою тлумачення звичаю.
Законодавство й судова практика ніколи не визнавалися джерелами індуського права. Вони розглядаються як виправдане для управління явище, яке має тимчасовий характер, і через те не можуть містити норм права, позаяк норми права повинні мати постійний харапер. Отже, джерелом класичного індуського права доколоніального періоду були в основному праці богословів та правознавців, які відбивали також існуючі у суспільстві звичаї.

## Вплив англійської системи права
На індуському праві позначилася державна доля Індії. Спочатку Індія потрапила під панування Великих Моголів, потім Англії. З XVI ст. установилося мусульманське панування, яке загальмувало розвиток індуського права. У судах застосовувалося лише мусульманське право. А звичаєве індуське право, використовуване панчаятами (зборами) каст, не розвивалося через відсутність підтримки з боку судових і адміністративних органів держави. Індуське право не було правом у юридичному розумінні. Воно становило систему релігійних, моральних і правових норм, які діяли неофіційно.
Тривале перебування Індії під пануванням Англії (XVII — середина XIX ст.) спричинило для її права як позитивні, так і негативні наслідки. З одного боку, офіційно були визнані авторитет індуського права (на відміну від періоду мусульманського панування, коли індуське право ігнорувалося), а також рівне значення індуського і мусульманського права. З іншого боку, поширення англійського права призвело до значної трансформації індуського права, звуження сфери його дії. Всі важливі сфери суспільних відносин (відносини власності, зобов'язальне право) були врегульовані загальним правом Англії, яке поширювалося на всіх громадян, що проживали на території держави незалежно від їх релігійної належності.
Правда, колонізатори робили деякі спроби врахувати національні особливості скореної території, її право. До британських судів, що відправляли в Індії правосуддя і слабко знали індуське право, були прикріплені освічені індуси — пандити, які надавали їм інформацію з тих чи інших питань. Така практика існувала до 1864 р. До цього часу англійські судді набули досвіду, накопичилося чимало судових прецедентів на місцевому матеріалі.
У колоніальний період частково був закладений фундамент розвитку «територіального», тобто загальногромадянського, права, який охоплював своїм впливом як індусів, так і християн, євреїв, представників різних релігійних общин. Робилися спроби кодифікації нормативно-правового матеріалу Радою при генерал-губернаторі (створена у 1833 p.). Під керівництвом члена цієї Ради юриста Томаса Бабінгтона Маколея була розроблена концепція кодифікації: 1) мусульманського права; 2) індуського права; 3) територіального права — для випадків, коли не застосовується ні мусульманське, ні індуське право. Пропонувалося як основу індуського права прийняти (із деякими змінами) англійське право. Проте принцип кодифікації зустрів опір з боку юристів загального права.
Друга спроба створити проекти територіального права (1853 р.) також не була завершена. Однак були прийняті кодекси і закони, багато з яких зберегли свою дію і натепер. Основні з них — Кримінальний кодекс 1860 р., Кримінально-процесуальний кодекс 1861 p., Цивільний процесуальний кодекс 1859 р. (замінений кодексом 1908 p.), закон про цінні папери 1882 p., закон про перехід власності 1882 р. (доповнений у 1929 p.), закон про довірчу власність 1882 р.
Ці кодекси і закони були нормативно-правовими актами загального права, а воно, як відомо, не визнає континентально-європейського поділу на приватне і публічне, а керується визнанням загального права і права справедливості. Проте система права Індії не сприйняла англійське розрізнення загального права і права справедливості. Не збігаються поняття деяких інститутів права, незважаючи на схожість назв (довірча власність)- Застосовується інший режим дії в деяких галузях права (наприклад, речевого) зі збереженням термінології англійського права.
Негативні чинники англійського колоніального впливу на індуське право, які призвели до звуження його сфери і зменшення сили дії, такі:
1) слабке знання англійськими юристами (в тому числі суддями) положень дхарми, викладених у дхармашастрах, наслідком чого стало санкціонування ними застарілих або непопулярних норм;
2) незнання місцевих звичаїв, знайомство з ними із праць європейців, далеких від їх розуміння;
3) впровадження судового прецеденту і надання йому авторитету, до того незнайомого індуській традиції;
4) свідома зміна індуського права з метою ухвалення рішення в англійському дусі, розгляд іншого як неправильного. Так, була введена англійська система доказів до розгляду справ про правопорушення;
5) вживання англійської термінології, малозрозумілої для індуського суспільства.

## Індуське право у правовій системі сучасної Індії
Після проголошення незалежності Індії(1950 р.) виникла необхідність у реформуванні законодавства. Були переглянуті деякі норми, інститути індуського права з метою їх модернізації з урахуванням європейського і насамперед англійського права. Реформи торкнулися сфер регулювання, які перебували у виключному віданні індуського права і здавалися недоторканними, перш за все догматів про касти. Відповідно до індуїзму та індуського права перехід із однієї касти до іншої є неможливим. Кожна каста ізольована від іншої касти своєю так званою «чистотою», яку не можна заплямувати позакастовими контактами, особливо з членами нижчих каст. Заборонялися шлюби між членами різних каст.
Наприкінці 40—50-х років XX ст. прийнято низку законів, які багато в чому були соціально-революційними. Вони стали поштовхом для змін у свідомості суспільства. У 1949 р. було видано закон про легітимність індуських шлюбів, незалежно від сповідуваних релігій і належності до різних каст. Конституцією Індії 1950 р. визнано рівноправність каст і юридичну повноправність «недоторканних» (безправних і найпригнобленіших), закріплено рівність осіб, що одружуються. На основі положень цієї Конституції скасовано усі правила, що встановлювали відповідальність за порушення понять про кастову належність. У 1955 р. законом про шлюб було заборонене багатоженство, було передбачено розлучення. Шлюб став розглядатися як договір. Для майбутніх чоловіків було передбачено згоду на шлюб, встановлено мінімальний шлюбний вік як для чоловіків, так і для жінок, скасовано правило індуського права, за яким шлюб між представниками різних каст вважався недійсним, якщо жінка належить до вищої касти або вдова з вищої касти удруге виходить заміж. Діти від такого шлюбу визнавалися законнонародженими.
Істотні зміни у правову систему було внесено законами про неповнолітніх і опікунство, про спадкування, про усиновлення і виплату коштів на утримання членів сім'ї (аліментних зобов'язань). У результаті роботи з кодифікації індуського права: 1) звузилася сфера дії звичаїв; 2) розширилася сфера чинності закону і судового прецеденту; 3) індуське право перестало бути однаковим, а дхарма втратила своє традиційне значення зводу правил, покликаних спрямовувати поведінку людей.
На цей час модернізацію законодавства та істотний відхід від дхарми стимулюють керівники держави. Робляться спроби сформувати національну правову систему, що ґрунтується на національно-територіальному, а не релігійному принципі. Закладаються її нові законодавчі основи. Конституція Індії підтвердила, що створене раніше право залишається чинним, і орієнтувала на видання єдиного Цивільного кодексу для всіх громадян Індії. Правда, для цього потрібно зміна чи скасування права «особистого статусу» — найбільш ортодоксальної частини індуського права, де вирішальним чинником є належність до певної общини.
У національній правовій системі сучасної Індії рамки використання традиційного індуського права обмежені:
1) сферою сімейно-шлюбних відносин — народження дітей поза шлюбом, опікунство, усиновлення, шлюб, нерозділена сім'я з двох-трьох поколінь і поділ майна; спадкування майна вмерлого родичами, включаючи неподільне майно;
2) питаннями участі сім'ї та общини в релігійних і добродійних пожертвуваннях;
3) питаннями суспільного характеру — переважне право на купівлю, клятва, передача майна через заповіт або інший документ тощо;
4) внутрішньокастовими і міжкастовими відносинами (відлучення від каст та ін.).
Індія, незважаючи на закріплення в Конституції її федеративного устрою, відрізняється високим ступенем централізації, що фактично забезпечує верховенство федерального закону над законодавчими актами легіслатур (законодавчих органів штату).
Індуське право в Індії відіграє незрівнянно меншу роль, ніж мусульманське право в сучасних мусульманських країнах. Воно втратило своє традиційне значення часів британської колонізації, вимушено поступившись місцем англійському загальному праву, яке у модифікованому вигляді продовжує зберігати свої позиції.